# Michael Žantovský
Michael Žantovský (ur. 3 stycznia 1949 w Pradze) – czeski dyplomata, polityk, psycholog, tłumacz i dziennikarz, ambasador Czecho-Słowacji i Republiki Czeskiej, senator, w 1997 oraz od 2001 do 2002 przewodniczący Obywatelskiego Sojuszu Demokratycznego.

## Życiorys
Studiował psychologię na Uniwersytecie Karola w Pradze i na McGill University w Montrealu. Pracował następnie w instytucie psychiatrycznym w Pradze. Od 1980 jako freelancer zajmował się dziennikarstwem i tłumaczeniami. Współpracował z opozycją antykomunistyczną jako dystrybutor wydawnictw drugiego obiegu. Od 1988 był praskim korespondentem Agencji Reutera. W 1989 należał do założycieli czeskiego PEN Clubu, a także zaangażował się w działalność Forum Obywatelskiego. Po aksamitnej rewolucji został sekretarzem prasowym i rzecznikiem Václava Havla, następnie dyrektorem kancelarii prezydenckiej.
W 1992 objął stanowisko ambasadora Czecho-Słowacji w Stanach Zjednoczonych. Po rozpadzie tego kraju w 1993 zatwierdzony na funkcji ambasadora Czech w USA, którą pełnił do 1997. Jeszcze przed końcem urzędowania w 1996 uzyskał mandat senatora, który wykonywał przez okres sześcioletniej kadencji. Działał wówczas w Obywatelskim Sojuszu Demokratycznym. W 1997 i ponownie w latach 2001–2002 stał na czele tego ugrupowania.
Po odejściu z Senatu powrócił do pracy w dyplomacji. Od 2003 do 2009 był ambasadorem w Izraelu, a w 2009 objął placówkę dyplomatyczną w Wielkiej Brytanii, którą kierował do 2015.